# Río Llactún
El río Llactún, también llamado Yactún o Llactum, es un río en la provincia de Aija en la región Áncash en Perú que forma parte de la cuenca hidrográfica del río Huarmey. El río Llactun, Santiago y La Merced, al juntarse, forman el río Aija. El río nace en la parte occidental de la Cordillera Negra. Es un río contaminado con aguas ácidas producto de la zona mineralizada de Huínac.
De acuerdo a los resultados de los análisis de calidad de agua obtenidos a partir de muestras tomadas en 2016 en varios puntos del río, se identificaron concentraciones de arsénico, cobre, zinc, plomo y mercurio por encima de la norma.